# District de Neubrandenbourg
Le district de Neubrandenbourg était l'un des 15 Bezirke (districts) de la République démocratique allemande, nouvelles subdivisions administratives créées lors de la réforme territoriale de 1952 en remplacement des cinq Länder préexistants. Ces districts furent à leurs tours dissous en 1990, en vue de la réunification allemande et remplacés par les anciens cinq Länder reconstitués, dont le district de Neubrandenburg constitue la partie sud-est de l'actuel Land de Mecklembourg-Poméranie-Occidentale.
Immatriculation automobile : Z

## Démographie
- 713 800 hab. en 1989

## Structure administrative
Le district comprenait :
- La ville-arrondissement (Stadtkreis) de :

1. Neubrandenburg

- Les arrondissements-ruraux (Landkreis) de :

1. Altentreptow
2. Anklam
3. Demmin
4. Malchin
5. Neubrandenburg-Land
6. Neustrelitz
7. Pasewalk
8. Prenzlau
9. Röbel/Müritz
10. Strasburg
11. Templin
12. Teterow
13. Ueckermünde
14. Waren

## Gouvernement et les dirigeants du SED

### Premier secrétaire duSEDpour le district
- 1952–1953 Willi Wiebershausen (1917–1960)
- 1953–1960 Max Steffen (1909–1988)
- 1960–1963 Georg Ewald (1926–1973)
- 1963–1989 Johannes Chemnitzer (1929–)
- 1989 Wolfgang Herrmann (1939–)
- 1989–1990 Jürgen Zelm (1953–)

### Président du conseil de district
- 1952–1953 Wilhelm Staudte
- 1953–1957 Hans Jendretzky (1897–1992)
- 1957–1959 Horst Brasch (1922–1989)
- 1959–1962 Kurt Guter (1921–)
- 1962–1967 Lothar Geissler
- 1967–1972 Adolf Garling (1925–)
- 1972–1977 Gottfried Sperling (1921–)
- 1977–1990 Heinz Simkowski (1931–)
- 1990 Wolfgang Otto (1947–)
- 1990 Martin Brick (mandataire du gouvernement)